# 13241 Biyo
13241 Biyo (1998 KM41) là một tiểu hành tinh vành đai chính đặt tên theo Filipino teacher Dr. Josette Biyo, a high school teacher cited for winning the 2002 Giải thưởng Khoa học và Kỹ thuật Intel ở Louisville, Kentucky. She was the first Asian teacher to win the Intel Excellence in Teaching Award.